# 愛知県道201号南外山勝川停車場線

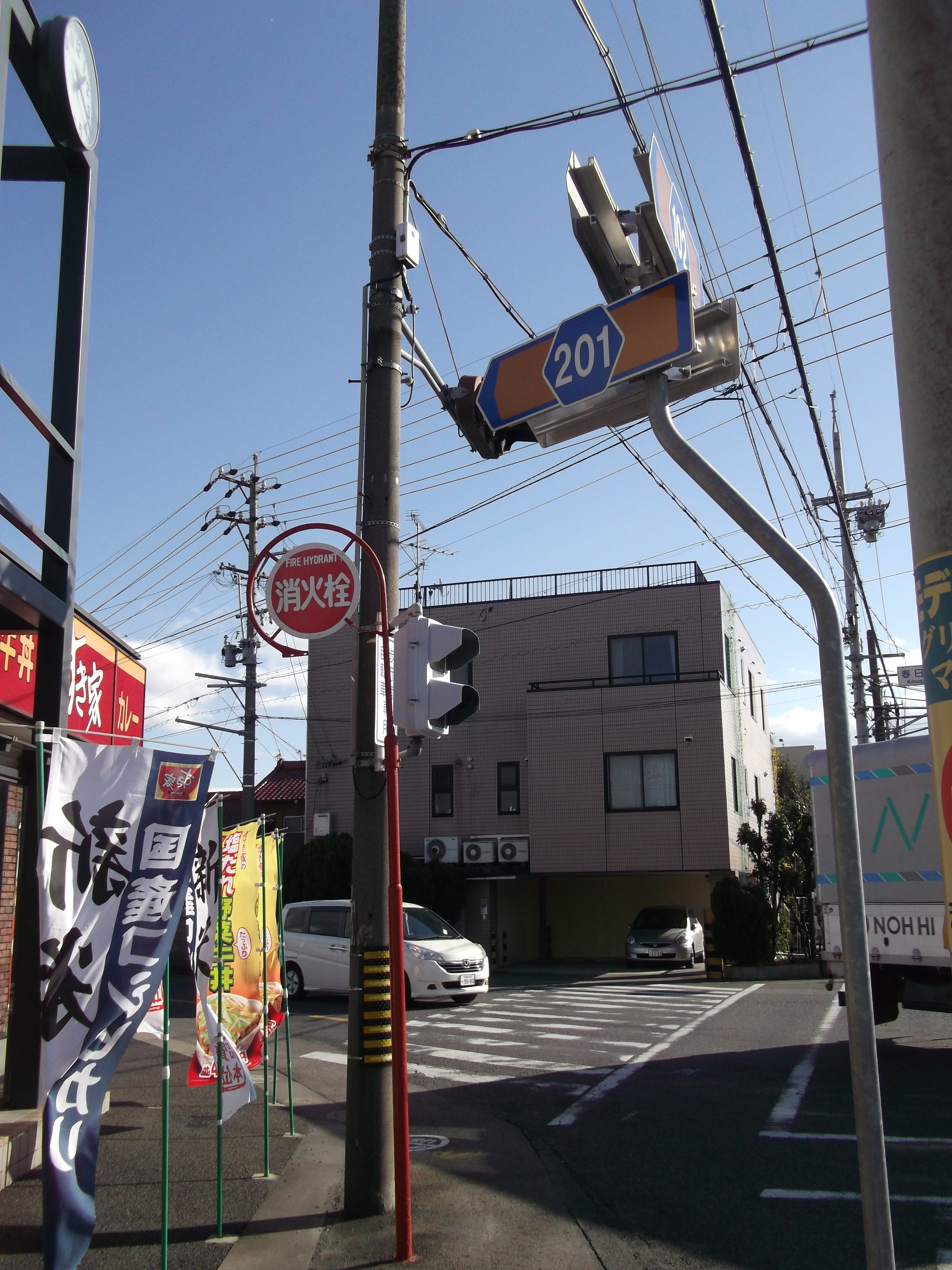
起点（2013年12月）

愛知県道201号南外山勝川停車場線（あいちけんどう201ごう みなみとやまかちがわていしゃじょうせん）は、愛知県小牧市から同県春日井市に至る一般県道である。

## 概要
如意申地域の区画整理の影響もあり、制定年時と現在では道路が一部異なっている。元々の旧道は八光町4丁目交差点からの斜めの道があり、現在のモスバーガー春日井如意申店付近に出てかすがい動物病院の真横まで一本の道があった。この道路を廃止したのち、県道は現在の広田公園西で曲がるルートになった。

### 路線データ
- 起点：愛知県小牧市大字南外山
- 終点：勝川停車場

## 沿革
- 1959年12月15日 認定

## 地理

### 交差する道路
- 愛知県道102号名古屋犬山線（木曽街道）（南外山交差点 - 春日寺交差点間で重複）
- 愛知県道27号春日井各務原線（宮町交差点）
- 愛知県道196号神屋味美線（八光町4南交差点）
- 国道19号（春日井バイパス）（若草通1交差点）
- 愛知県道508号内津勝川線（下街道）（勝川駅前東交差点）

### 沿線
- 名古屋飛行場
- JR中央本線 勝川駅
- 愛知県立春日井南高等学校
- 平和堂春日井宮町店